# Józef Canet Giner
Józef Canet Giner, José Canet Giner (ur. 24 sierpnia 1903 w Bellreguart, zm. 4 października 1936 w Gandii) – hiszpański błogosławiony Kościoła katolickiego.

## Życiorys
Rozpoczął studia w Kolegium, a następnie wstąpił do seminarium w Walencji. Dnia 23 grudnia 1930 roku otrzymał święcenia kapłańskie. W 1936 roku wybuchła wojna domowa w Hiszpanii i 4 października 1936 roku został aresztowany przez milicjantów; zabrano go do siedziby rewolucyjnej milicji.
Józefa Canet Giner beatyfikował Jan Paweł II w dniu 11 marca 2001 roku jako męczennika zamordowanego z nienawiści do wiary (łac. odium fidei) w grupie 232 towarzyszy Józefa Aparicio Sanza.